# Eumigus rubioi
Eumigus rubioi es una especie de saltamontes áptero endémico de Sierra Nevada descrito por Carl Otto Harz en 1973. Pertenece al género Eumigus y a la familia Pamphagidae.

## Taxonomía
No se indican subespecies en el Catalogue of Life. El género Eumigus, por su parte, es también endémico de la Península ibérica, encontrándose su hábitat restringido a la parte más meridional de la misma.

## Hábitat
Eumigus rubioi es un saltamontes no volador, adaptado a las condiciones particulares de alta montaña. Tiene su hábitat natural en pastizales de alta montaña, entre 1.000 y 3.450 metros de altitud. Es considerado casi en peligro.